# Смичкові інструменти
Смичкові музичні інструменти — група струнних музичних інструментів, звук на яких видобувається за допомогою смичка, яким проводять по натягнутих струнах.

## Смичкові в академічній музиці
В сучасній академічній музиці використовують чотири смичкові інструменти — скрипка, альт, віолончель та контрабас, ці інструменти утворюють струнну групу симфонічного або камерного оркестру, при цьому скрипки зазвичай поділяються на дві партії — перших та других скрипок.
Група смичкових інструментів вважається основою симфонічного оркестру. У цієї групи найбагатші звукові можливості, загальний оркестровий діапазон тощо. Повний обсяг усієї групи смичкових інструментів у симфонічному оркестрі охоплює майже сім октав від контроктави до соль четвертої октави.
У сучасному вигляді приблизно наприкінці XVII століття, а смичок прийняв свій сучасний вигляд у кінці XVIII.
Не зважаючи на темброві відмінності деяких інструментів групи у загальній масі вони звучать однорідно, що пояснюється єдністю звукової конструкції. Прийоми звуковидобування на смичкових інструментах досить багатоманітні — розрізняють такі штрихи як legato («зв'язно», кілька нот об'єднуються одним рухом смичка), detaché («окремо» — напрямок руху смичка змінюється на кожну ноту), та spiccato («виділяючи» — смичок відскакує від струн, утворюючи відривисте звучання). Особливим прийомом гри смичком є прийом col legno, коли до струнами дотикається древко смичка, а не волосся. Інколи на стмичкових інструментах грають і без застосування смичка — защипуючи струну пальцем — такий прийом гри називається піцикато (pizzicato) і позначається — pizz., а повернення до гри смичком називається арко і позначається — arco.

Смичкові інструменти симфонічного оркестру
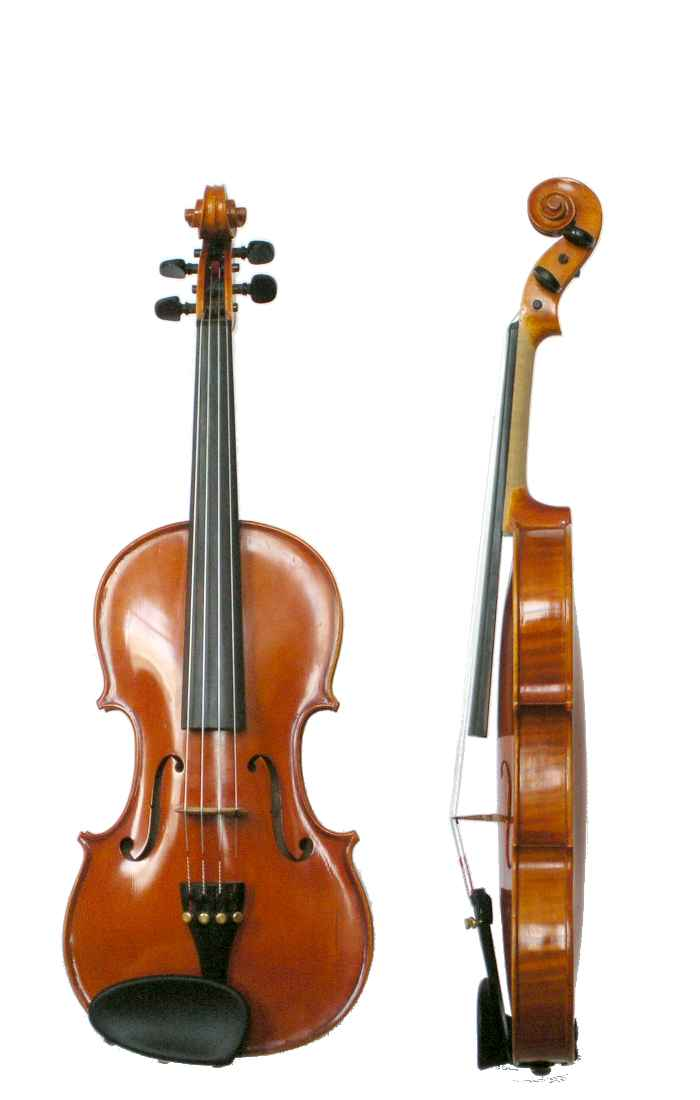
Скрипка
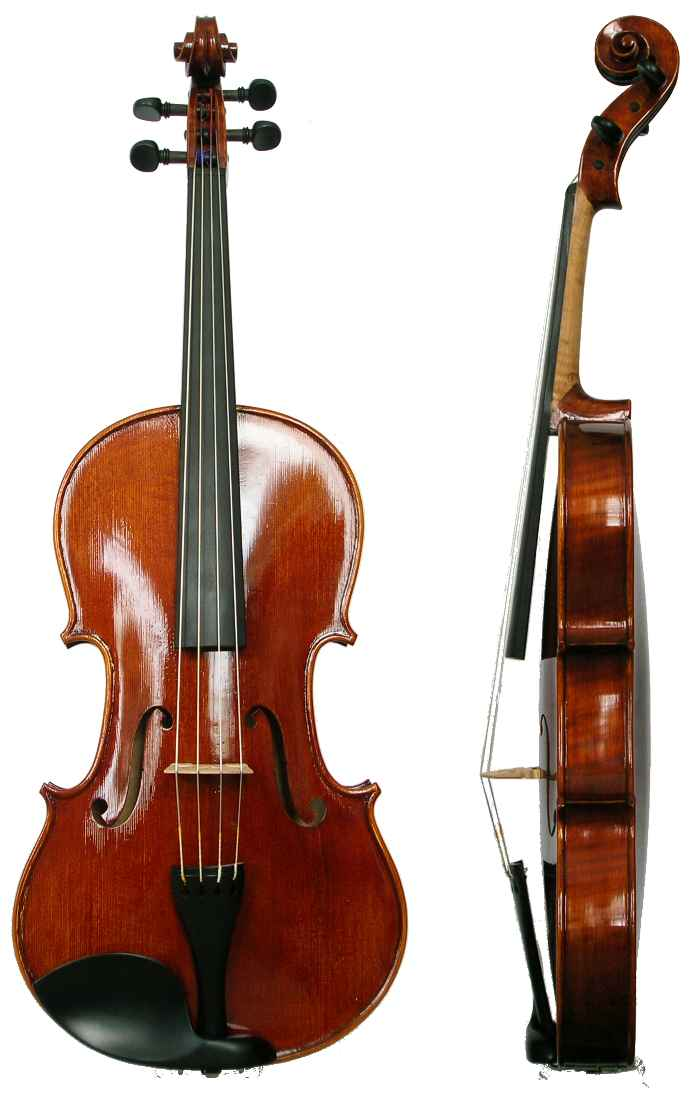
Альт
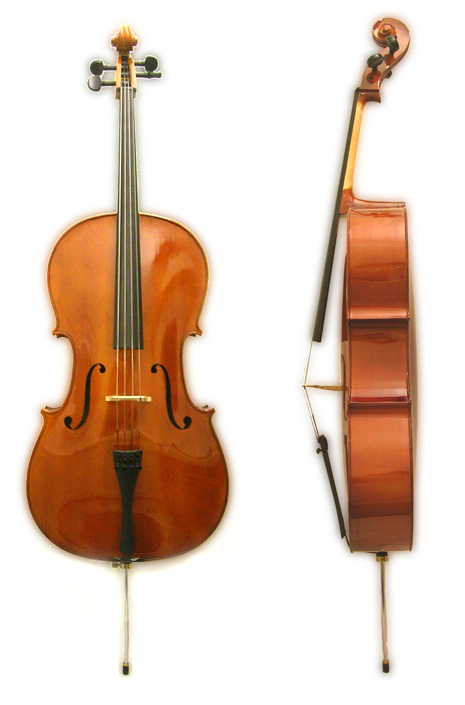
Віолончель
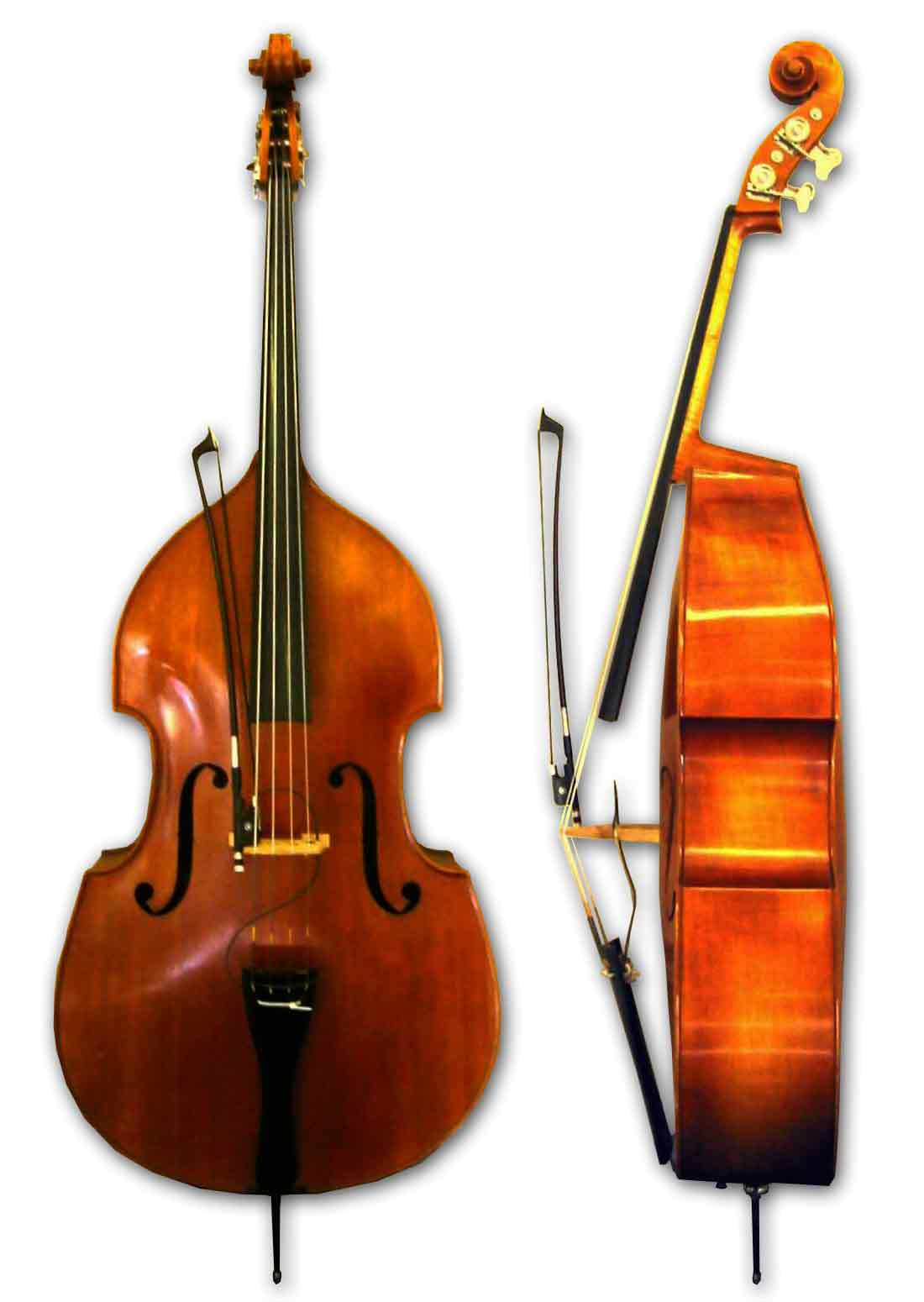
Контрабас

## Старовинні смичкові інструменти
В епоху відродження і бароко, коли сучасний склад симфонічного оркестру ще не сформувався, у світській музичній культурі Європи були поширені такі інструменти як віола да гамба, віола д'амур, ребек, барокова скрипка. Ці інструменти вважаються попередниками сучасних симфонічних інструментів, і подекуди застосовуються музикантами-автентистами.

Старовинні смичкові
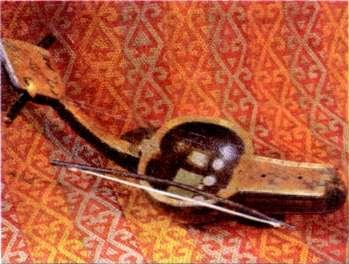
Кобиз (Один з найдавніших в світі смичково-струнних інструментів)
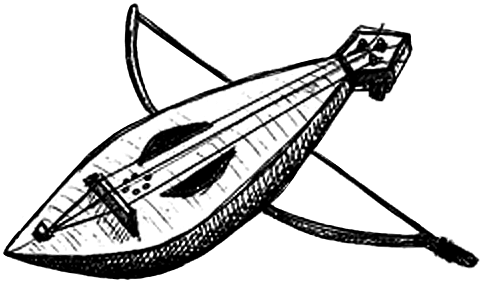
Гудок (Давньоруський)
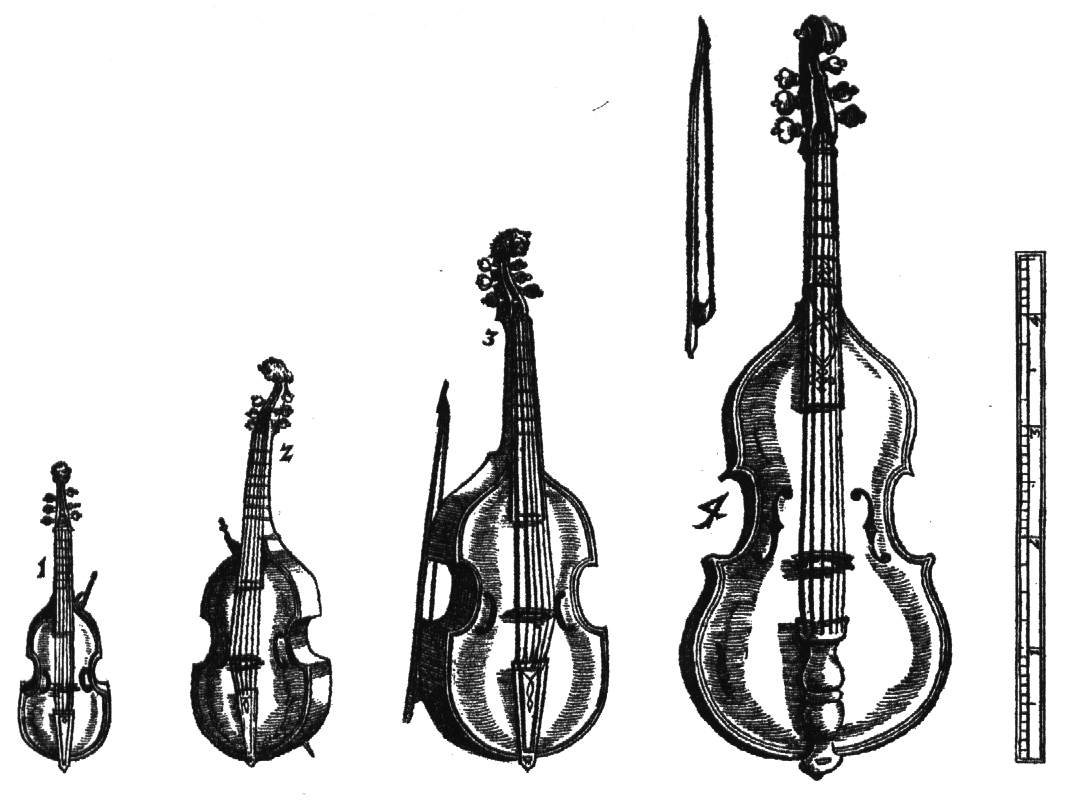
Типи віол
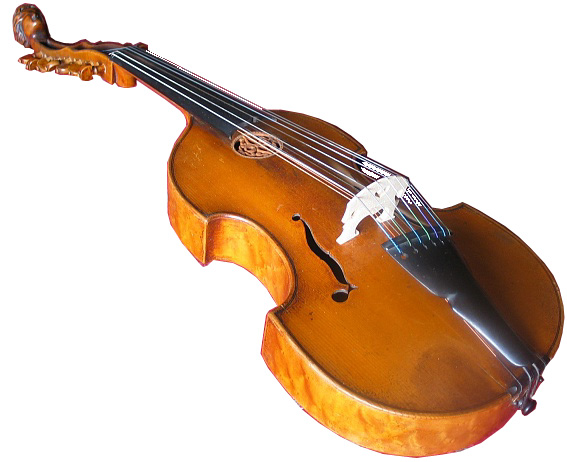
Віола да гамба
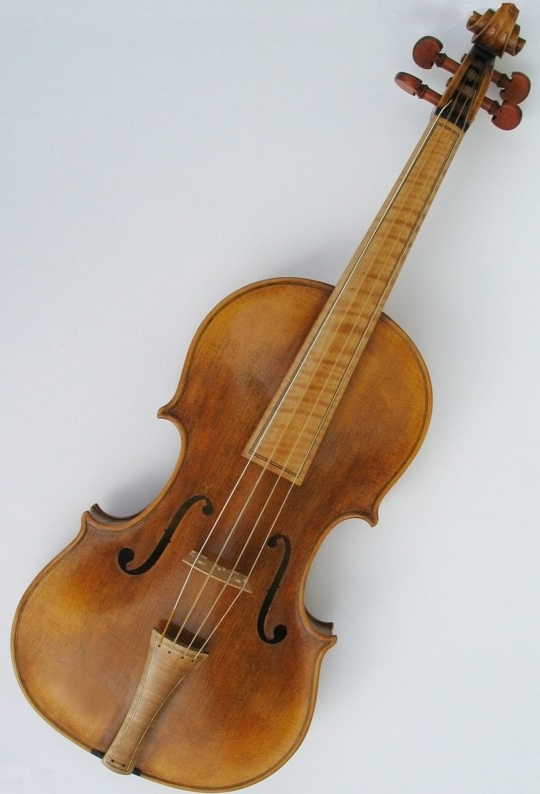
Барокова скрипка

## Смичкові інструменти народів світу
Смичкові інструменти поширені в музичних культурах різних країн. Причому розрізняють смичкові інструменти зі смичком та смичкові з колесом. 
Смичкові зі смичком за принципом виконавства нагадують оркестрові скрипки або віолончелі - виконавець тримає в руках смичок, яким водить по струнах інструменту видобуваючи звук. Серед українських народних інструментів до цієї групи належать скрипки, гудок, басоля та козобас. Останні найбільш подібні до віолончелі та контрабаса. Серед старовинних європейських інструментів до цієї групи належать такі інструменти, як критська ліра, Фідель, Ребек. Серед інструментів народів Азії - Ребаб (арабські народи), Кеманча (Західна Азія), Саранґі (Індія), Хуцінь (Китай), Моринхур (Монголія), Кок'ю (Японія). 
Порівняно рідшим типом смичкових інструментів є смичкові з колесом. Характерною відмінністю цих інструментів є те, що функцію смичка тут виконує еластичне колесо, яке під час обертів треться об струни і спричиняє їх звучання. Серед українських народних інструментів таким є колісна ліра, аналоги якої відомі також серед білоруських і російських народних інструментів. В Європі подібні інструменти були відомі також під назвою органіструм. 

Смичкові інструменти народів Європи
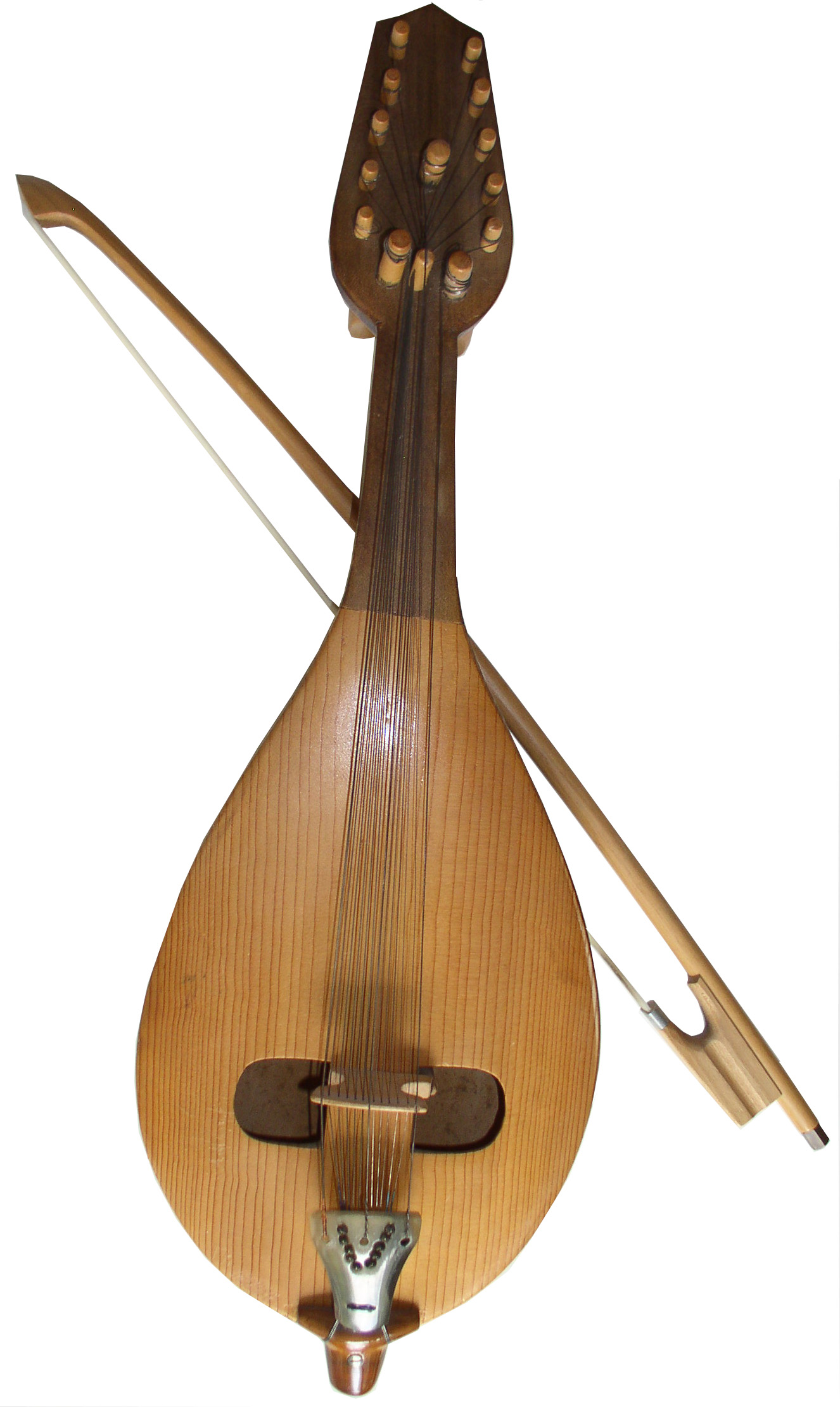
Гадулка (Болгарія)
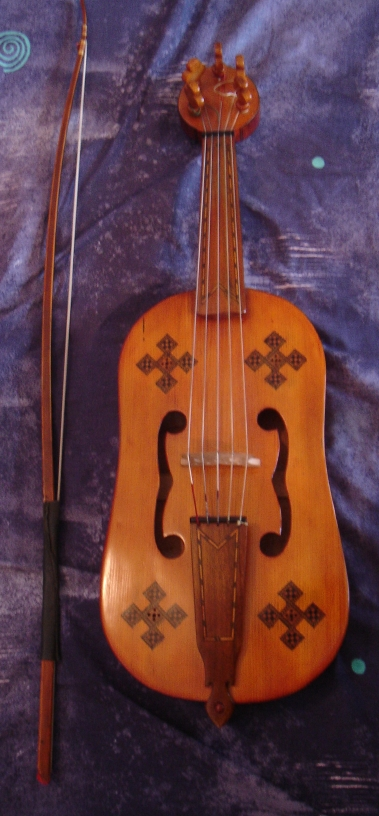
Фідель (Німеччина)
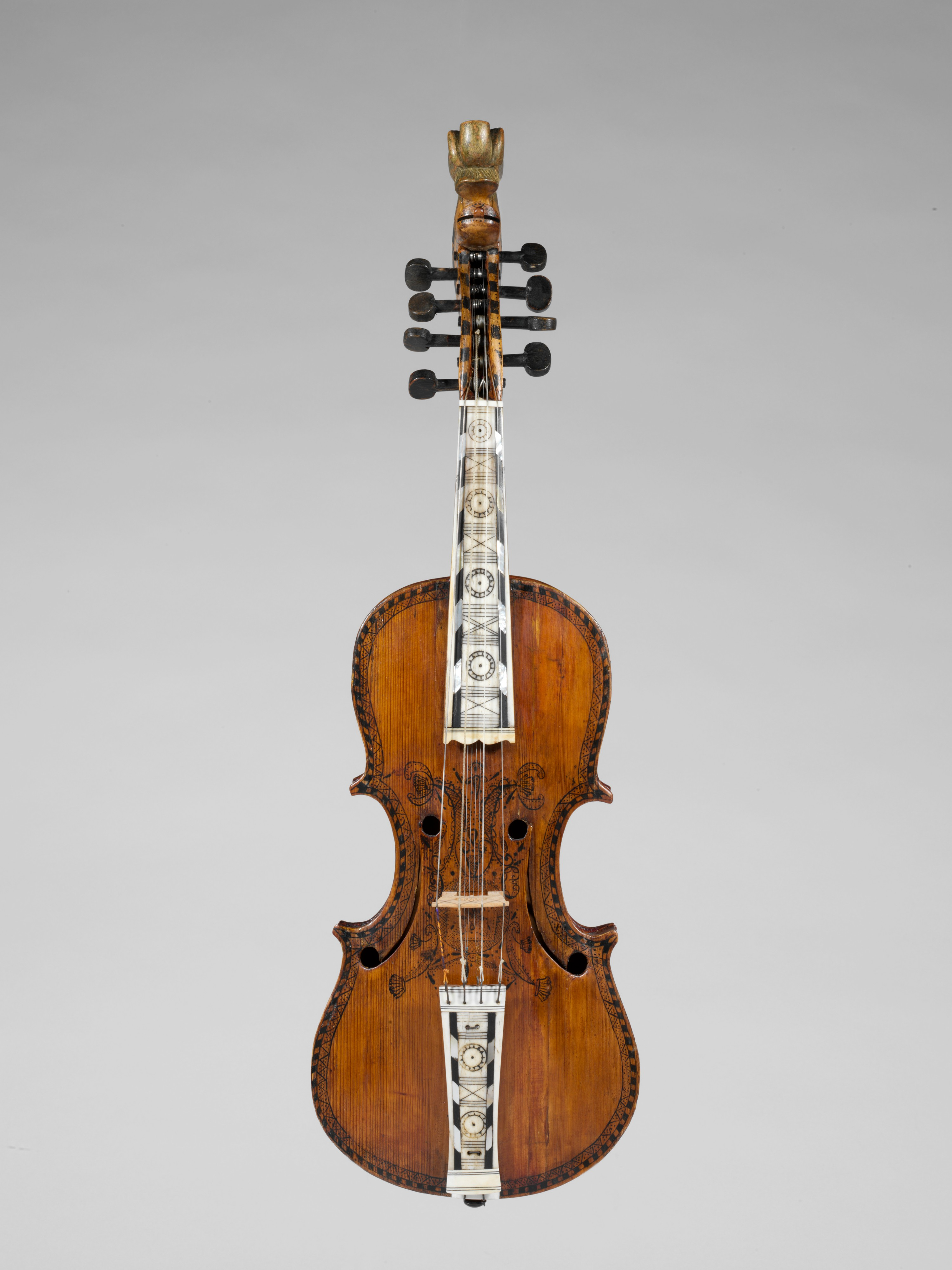
Гардингфеля (Норвегія)
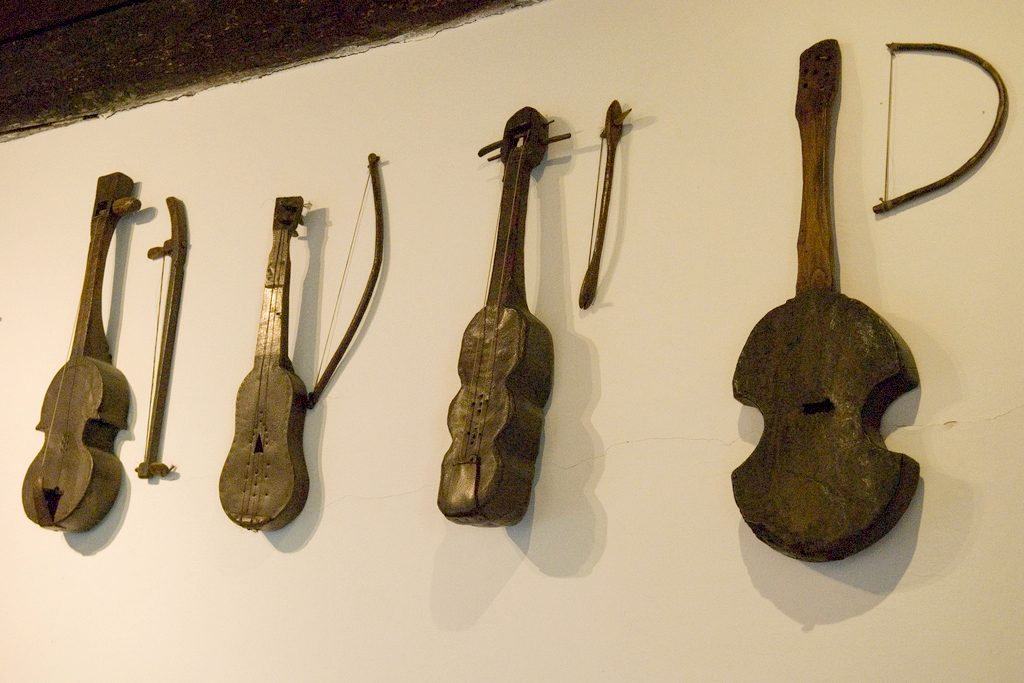
Ребек (Іспанія)
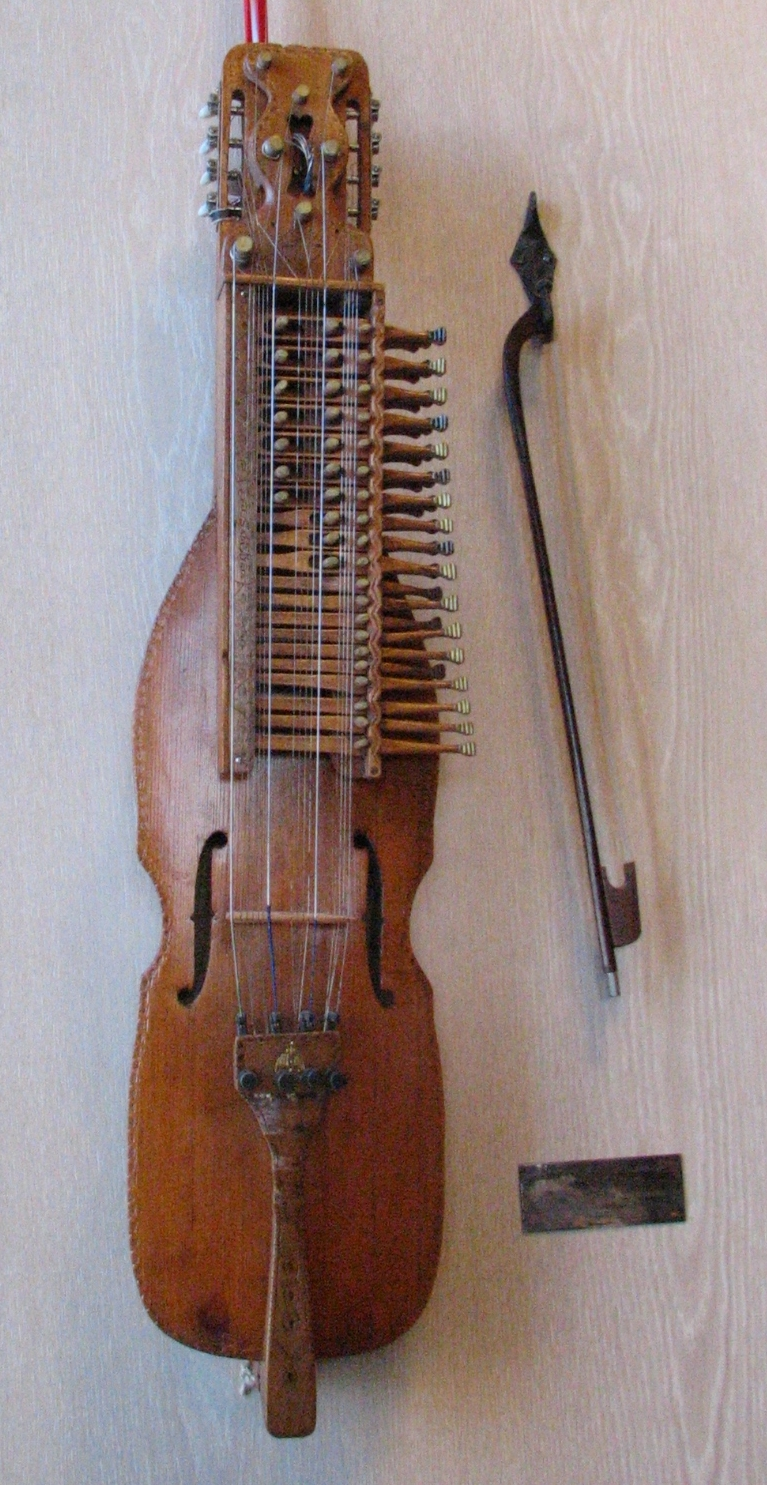
Нікельхарпа (Швеція)
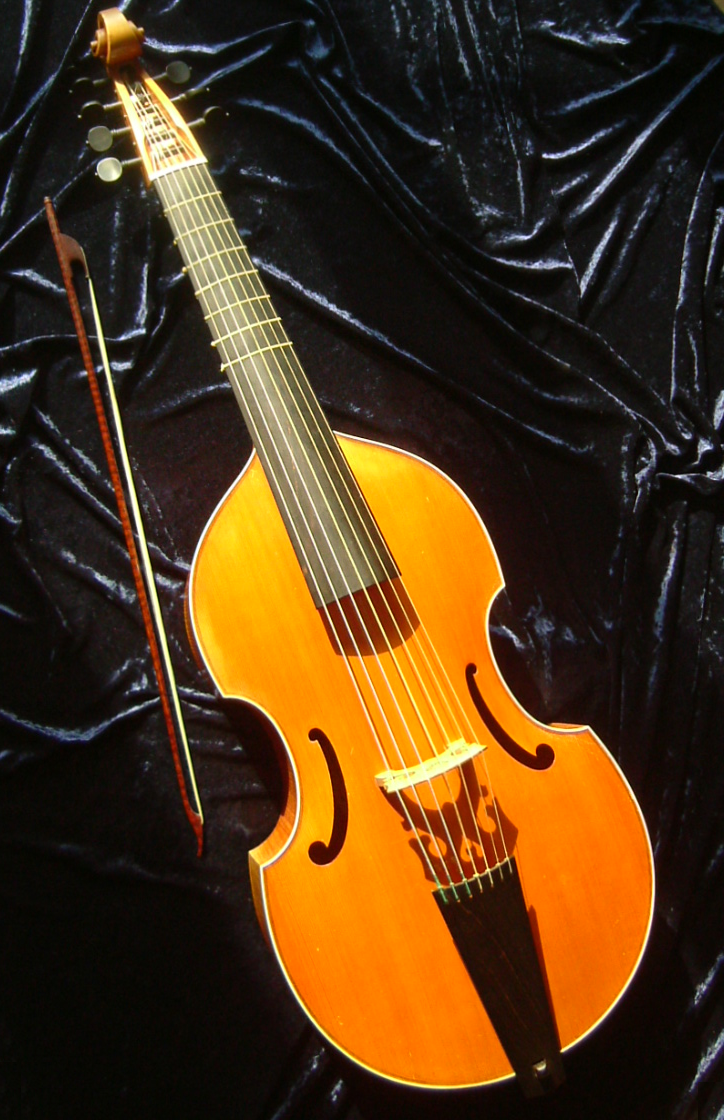
Віола да гамба (Італія)

Смичкові музичні інструменти народів Азії
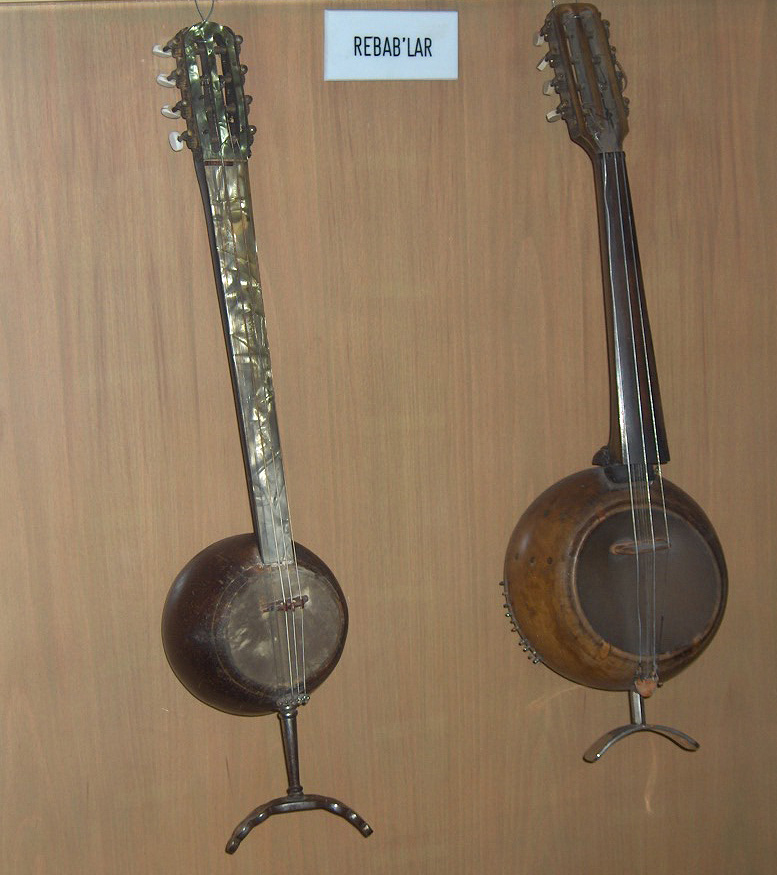
Ребаб (Західна Азія)
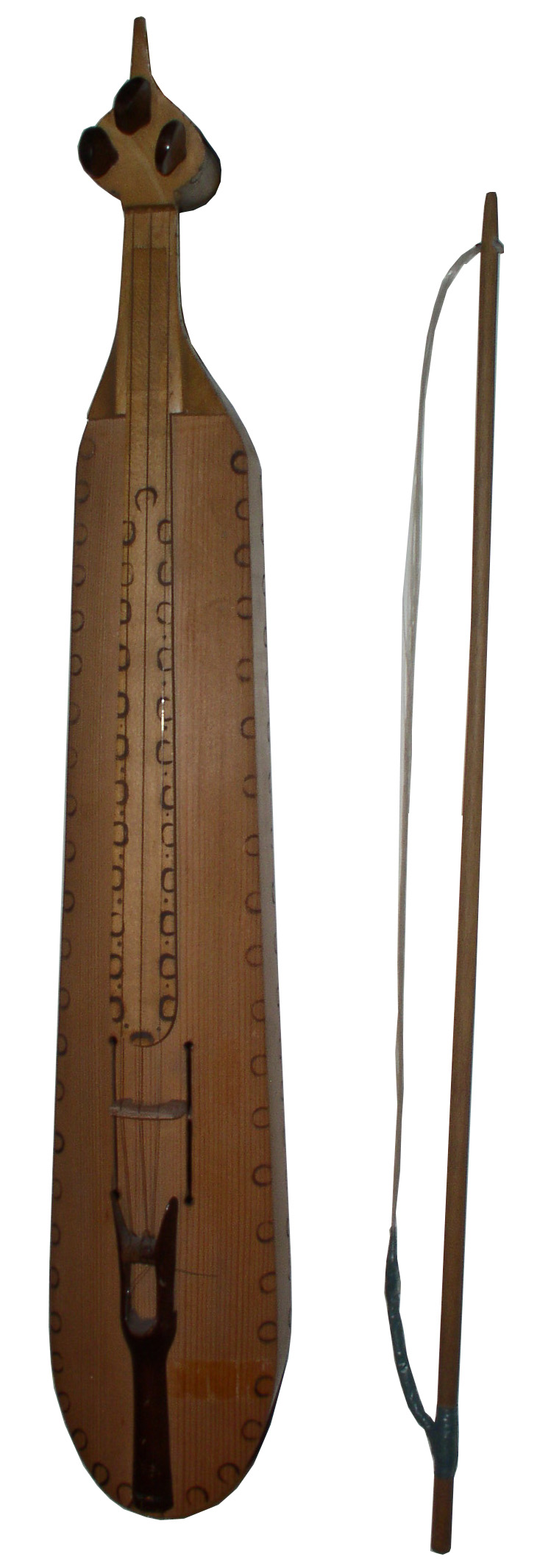
Понтійська ліра (Західна Азія)
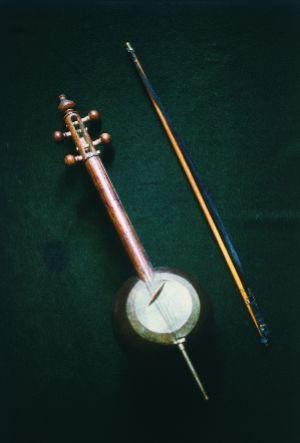
Каманче (Іран, Вірменія)
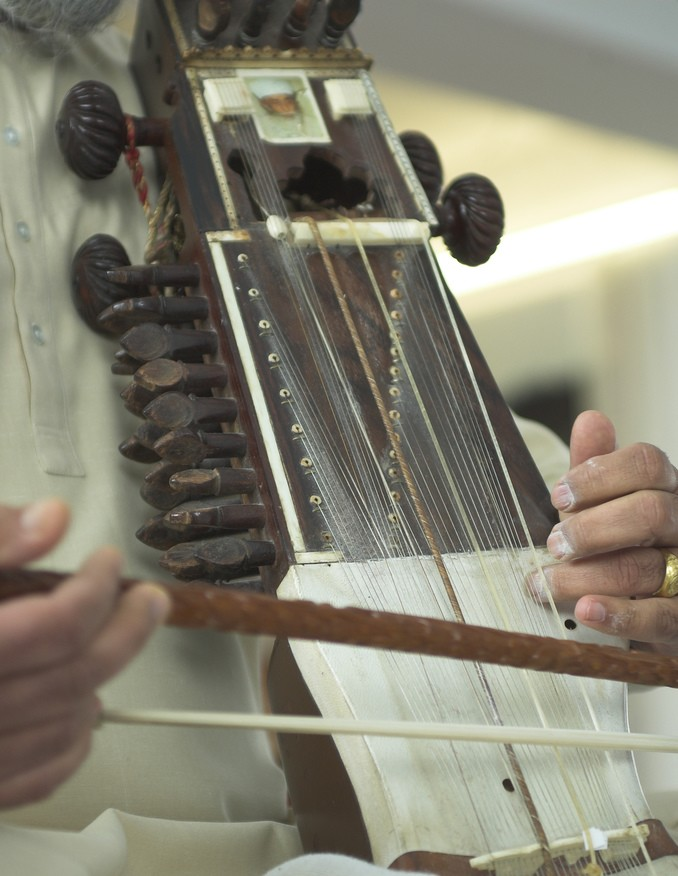
Саранджи (Індія)
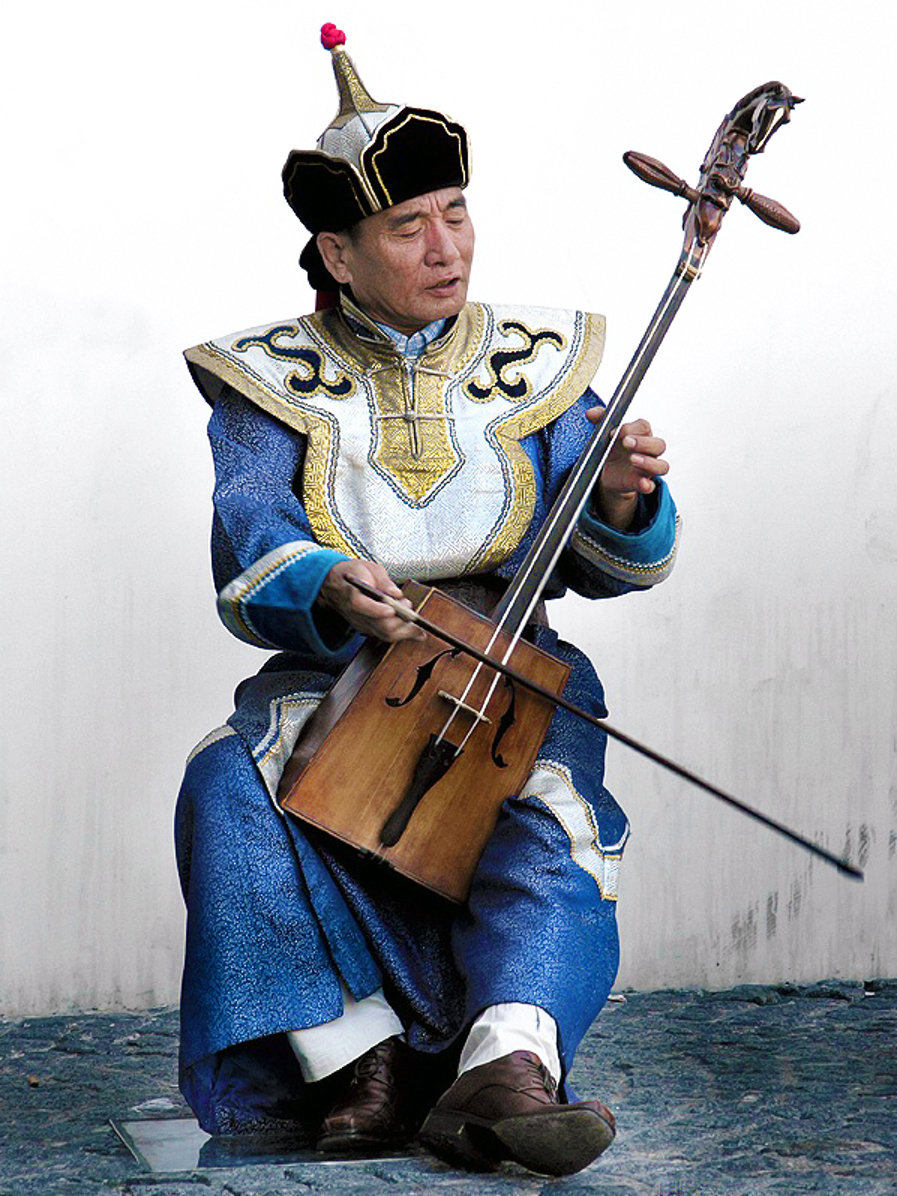
Морінхур (Монголія)
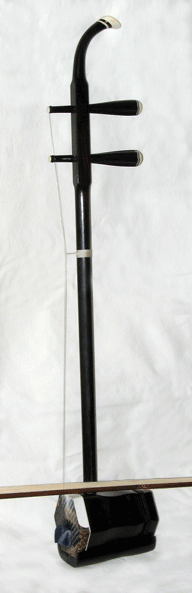
Хуцінь (Китай)